# Rue Béranger (Paris)
Pour les articles homonymes, voir Rue Béranger.
Ne doit pas être confondu avec Hameau Béranger.
La rue Béranger est une rue du quartier des Enfants-Rouges du 3e arrondissement de Paris, située à l'extrémité nord du quartier du Marais, proche de la place de la République.

## Situation et accès

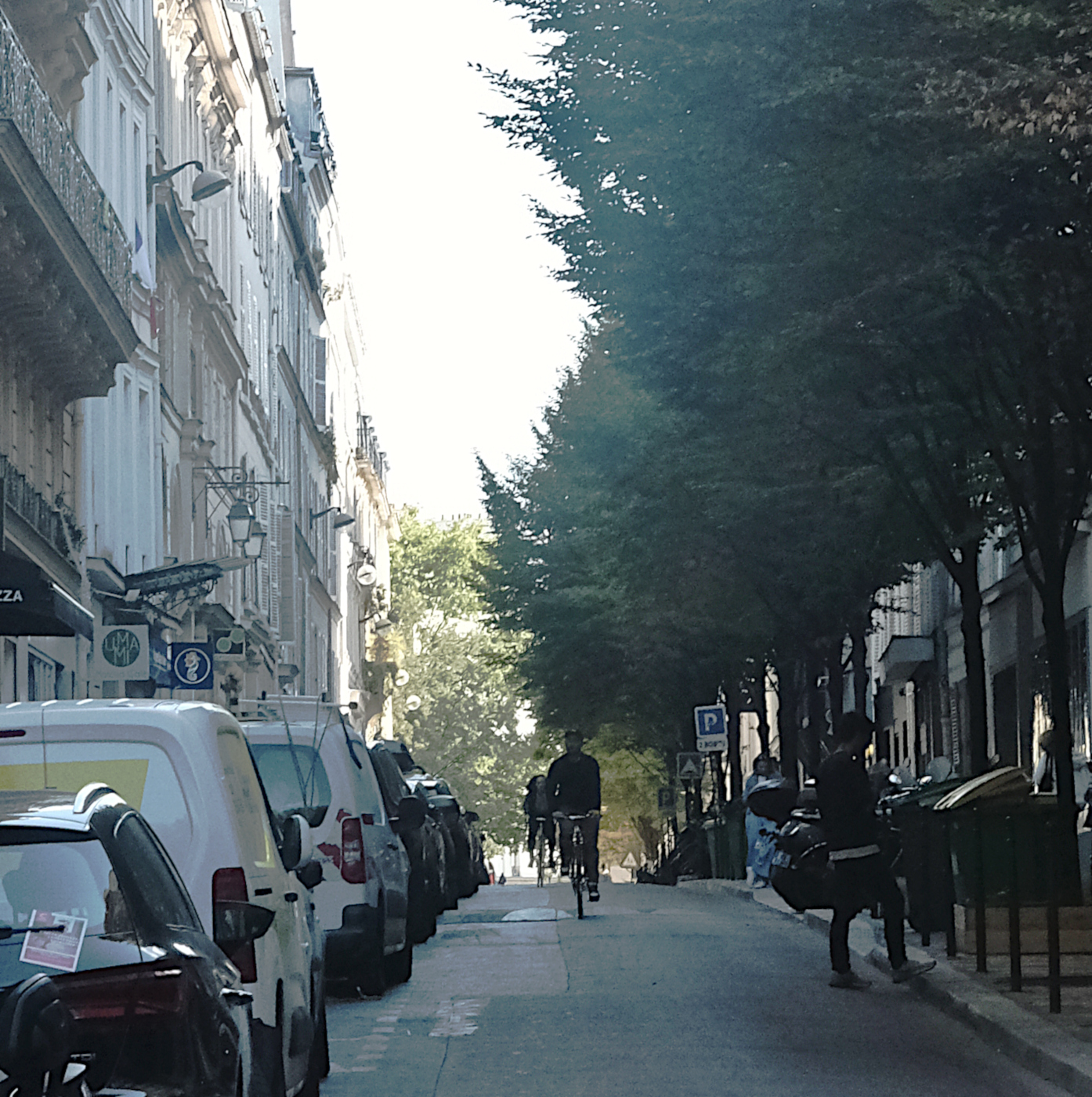
Rue Béranger.

Ce site est desservi par la station de métro République.

## Origine du nom
Elle est nommée en l'honneur du chansonnier français Pierre-Jean de Béranger (1780-1857).

## Historique
L'ouverture de la rue fut ordonnée par un arrêt du conseil du 23 novembre 1694.
Elle est tracée sur la partie du domaine des Templiers comprise entre l'enclos du Temple et le boulevard du Temple aménagé sur l'enceinte de Charles V démantelée quelques années auparavant. Ce territoire était à cette date, un des rares espaces non encore urbanisé à l'intérieur de cette enceinte.
À sa création, elle s'appelait « rue de Vendôme » en l'honneur de Philippe de Vendôme, grand prieur de l'ordre de Saint-Jean de Jérusalem, qui occupait le prieuré hospitalier du Temple à proximité. Elle prend son nom actuel en 1864.
Le passage Vendôme, qui relie la rue Béranger à la place de la République, a conservé sa dénomination d'origine.
Le 2 avril 1918, durant la Première Guerre mondiale, un obus lancé par la Grosse Bertha explose au no 15 de la rue Béranger.

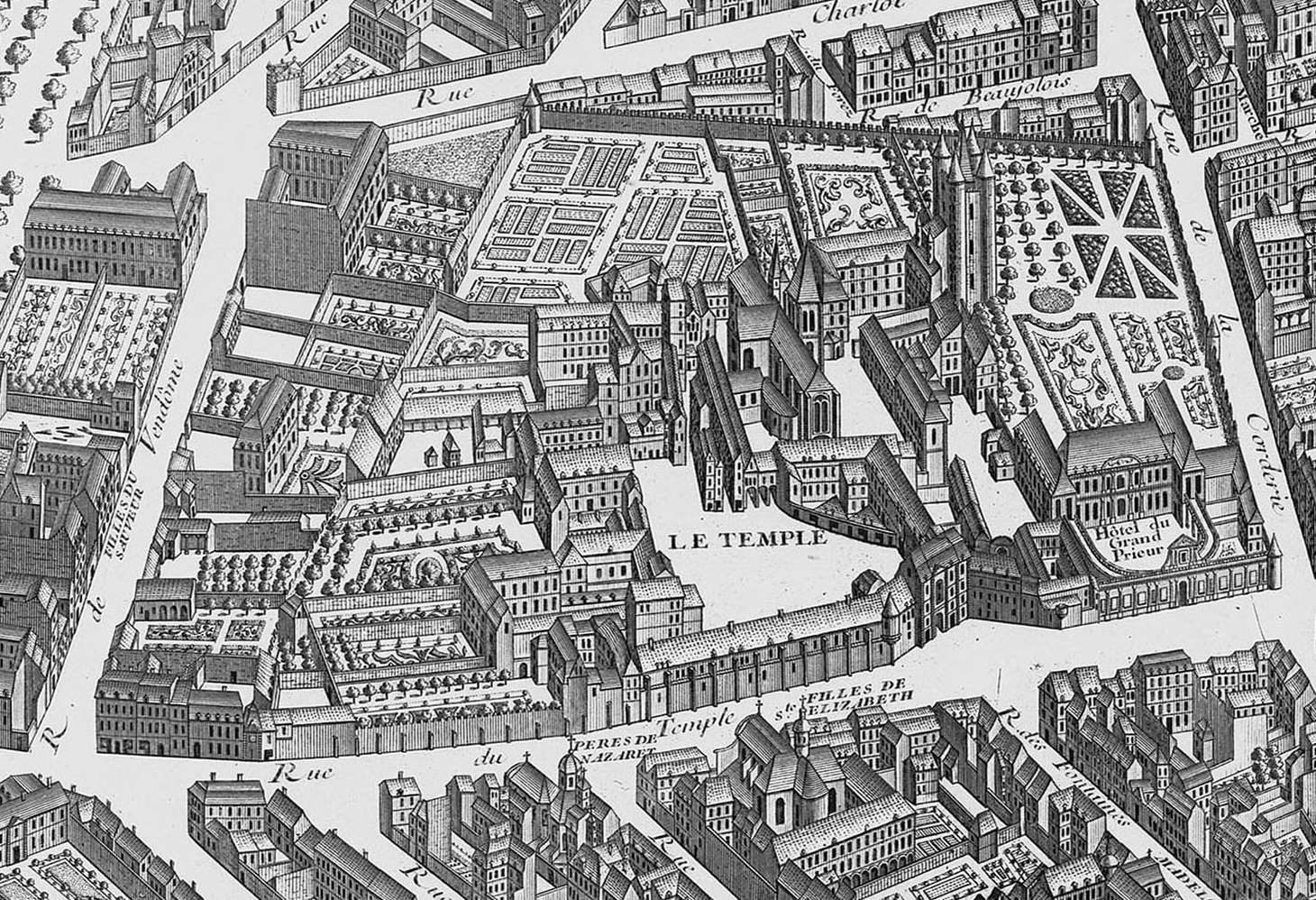
Plan de Turgot.
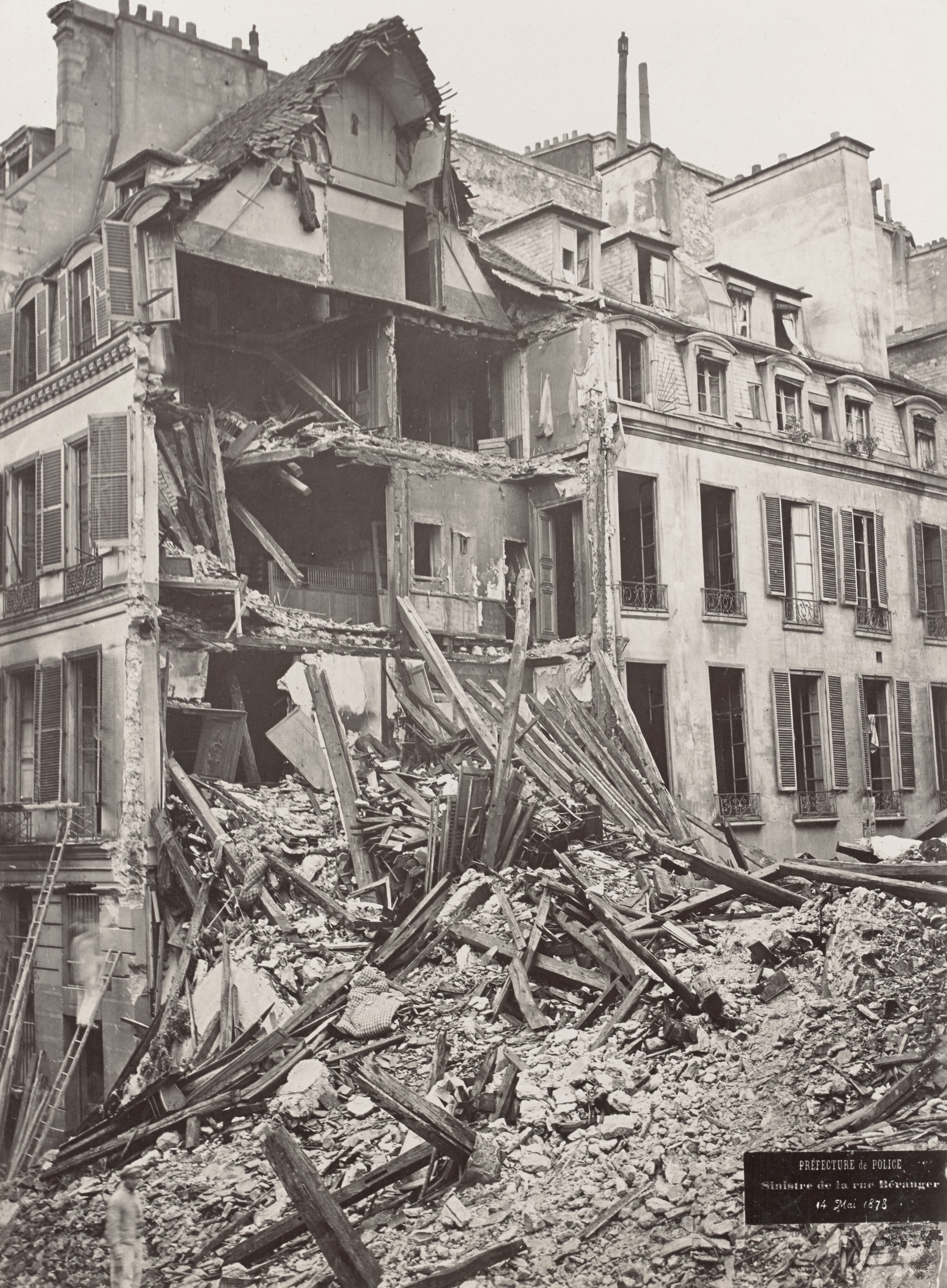
Le sinistre du 22, rue Béranger, en 1878.
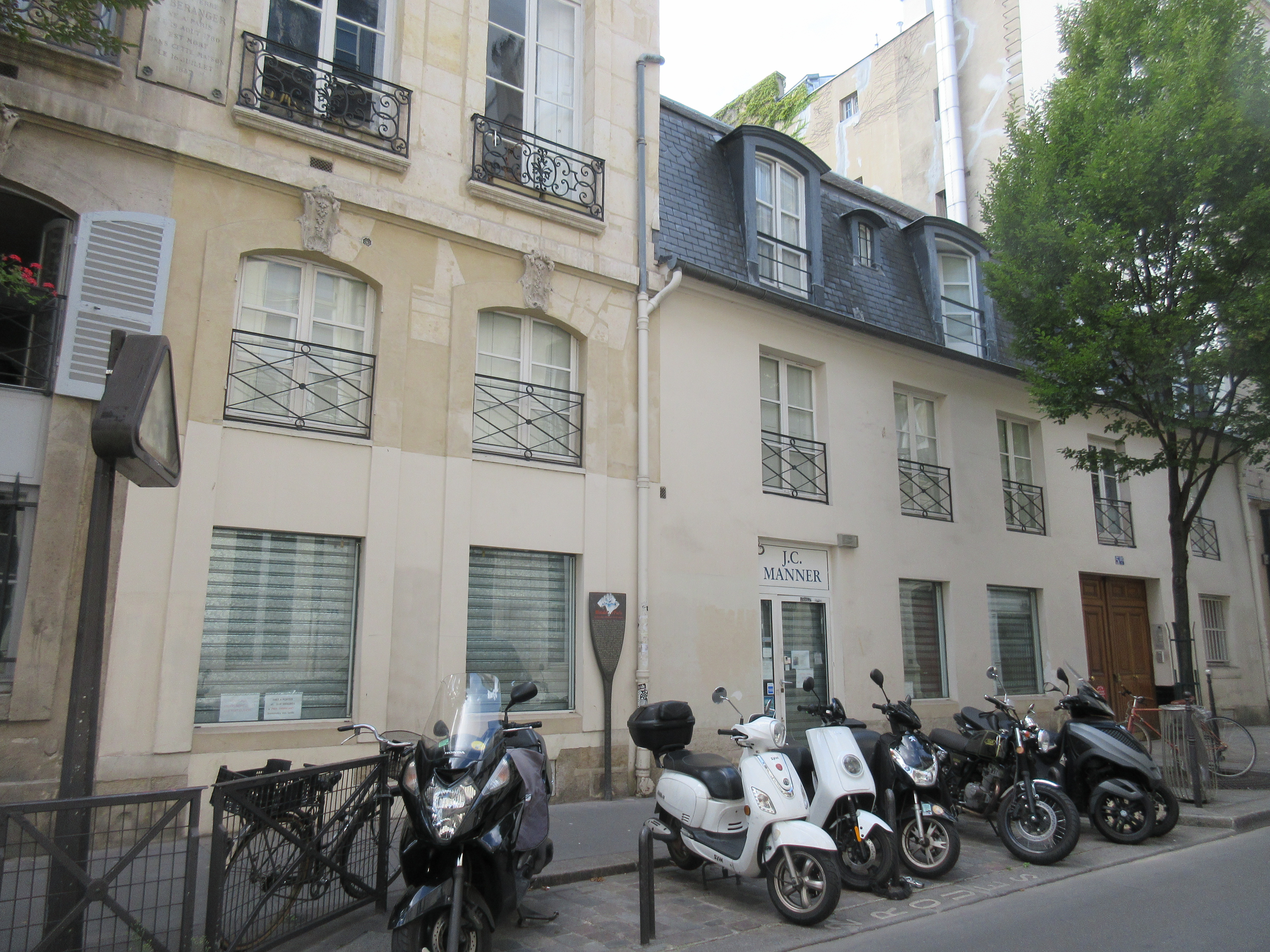
Panneau Histoire de Paris « La dernière demeure de Béranger », 5-5 bis, rue Béranger.
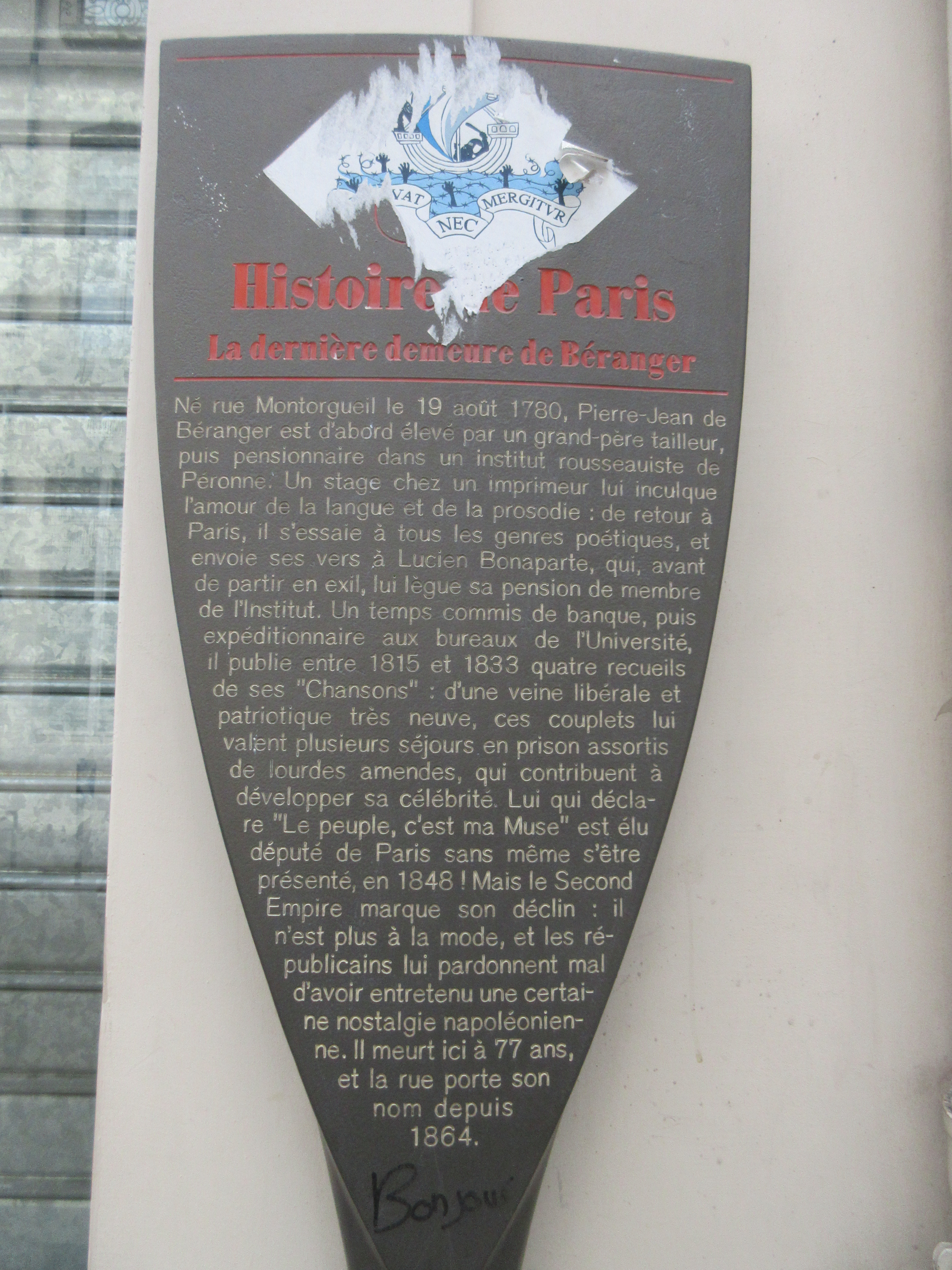
Panneau Histoire de Paris « La dernière demeure de Béranger ».

## Bâtiments remarquables et lieux de mémoire

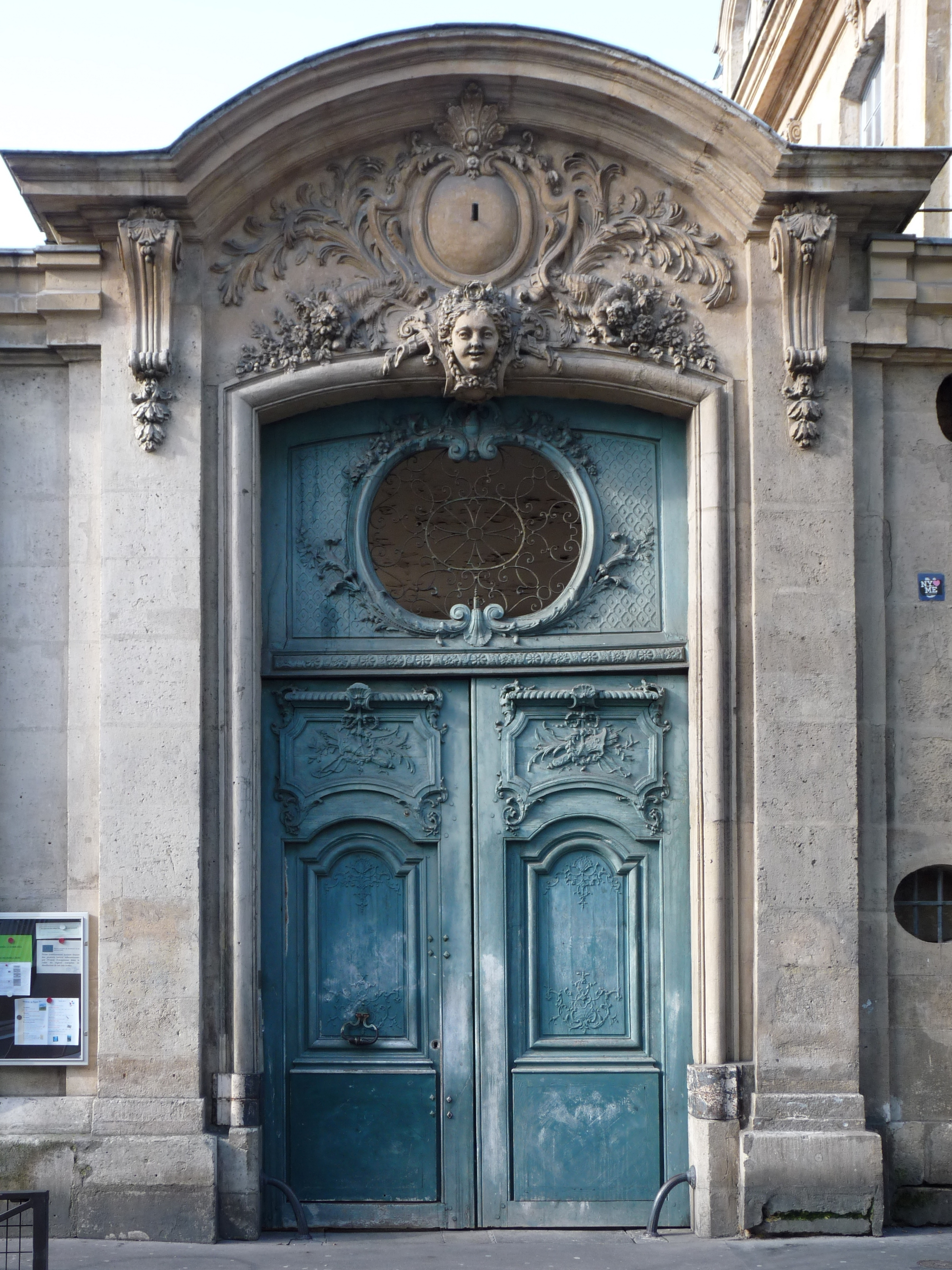
Le no 5.

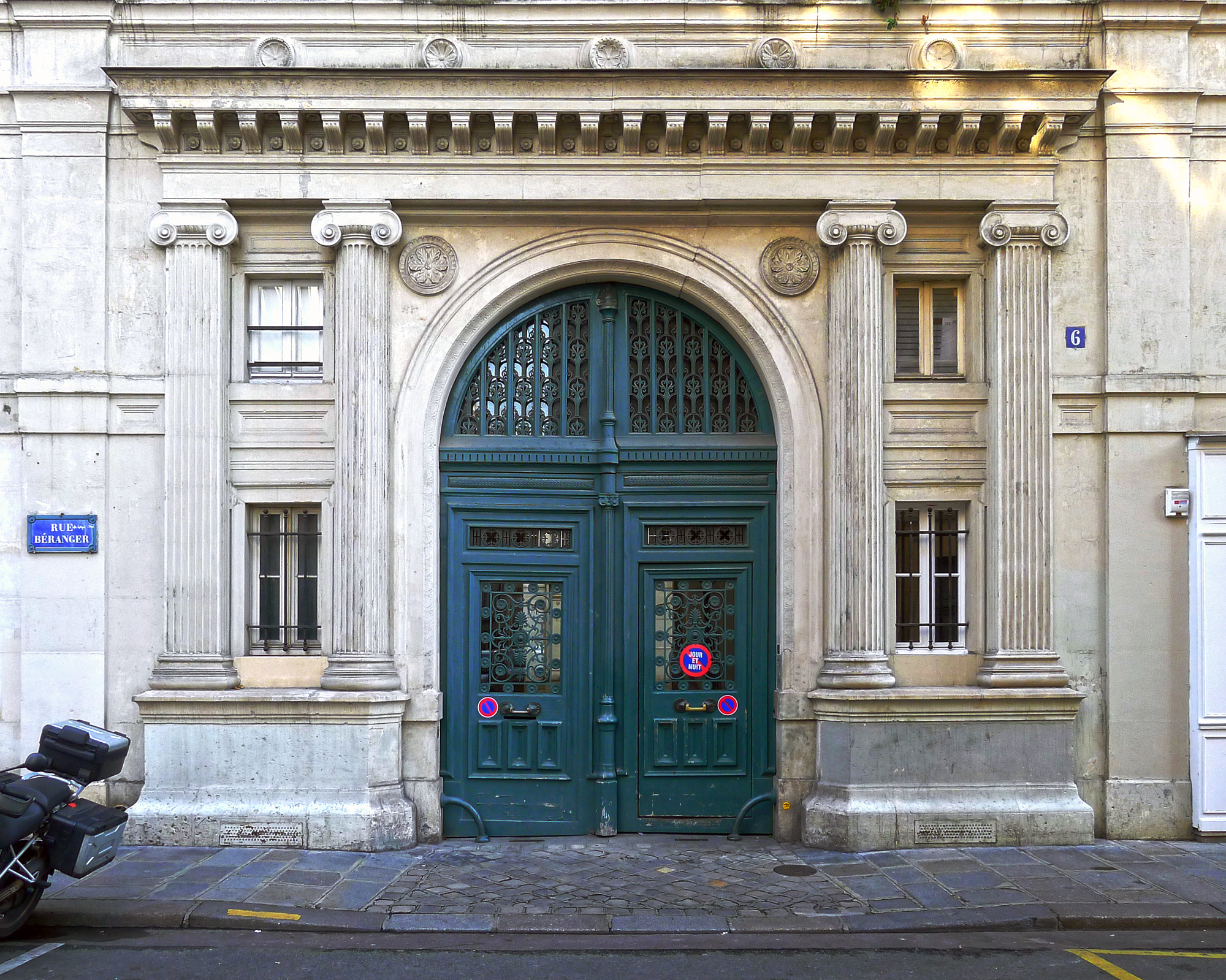
Le no 6.

- Au début de la rue, la place Olympe-de-Gouges.
- Au no 2 : l'hôtel Fargès, dit aussi de Mascrani, construit entre 1720 et 1727 par Gillet de la Chaussée. Pendant la Révolution française, l'hôtel était le siège de l'Administration des Vivres[3].
- Aux nos 3 et 5 : ensemble de deux hôtels construits pour Abraham Peyrenc de Moras (au no 3) et Jean Pujol (au no 5), construits dans un style Régence entre 1720 et 1725 par Gilbert Delaubard[3]. Les deux bâtiments sont devenus l'école primaire Béranger et le collège Pierre-Jean-de-Béranger[4],[5].
- Au no 6 : l'hôtel Lacarrière, construit par Rolland[6].
- L'acteur Frédérick Lemaître habitait au no 10[3].
- L'hôtel Berthier de Sauvigny[7], devenu mairie de l'ancien 6e arrondissement, créé sous le Directoire, se trouvait au no 11[3]. Le bâtiment fut détruit et un parking de neuf niveaux construit. Les cinq derniers niveaux ont ensuite été aménagés en bureaux et étaient occupés par le journal Libération, de 1987 à 2015[8],[9].
- Au no 14 : emplacement due jeu de paume du Comte d'Artois construit en 1780 sur une parcelle du couvent voisin des Filles du Sauveur par l'architecte François-Joseph Bélanger, démoli au milieu du XIXe siècle pour laisser place, en 1851, au théâtre Déjazet dont l'entrée se trouve au no 41, boulevard du Temple.
- Au no 16 se trouvait jusqu'à la Révolution le couvent des Filles-du-Sauveur fondé en 1701 pour venir en aide aux « mauvaises filles » repenties établi rue du Temple et transféré à cet emplacement en 1704. Les bâtiments du couvent vendus comme bien national dans les années 1790 laissèrent la place aux jardins de la rotonde de Paphos, établissement de loisirs ouvert en 1797 à l'angle de la rue du Temple et du boulevard du Temple puis au passage Vendôme.
- Au no 22, il y avait en 1878 un magasin de jouets, dans lequel était entreposé une grande quantité de fulminate de mercure destiné à des pistolets à amorce pour enfants, qui explosa. Le sinistre fit 15 morts et 18 blessés et détruisit deux maisons[10].

### Dans la littérature
- Dans le roman Illusions perdues par Honoré de Balzac, Coralie et Lucien de Rubempré habitent cette rue (qui s'appelait encore « rue Vendôme » à l'époque de Balzac), avant d'être obligés par la misère de chercher un appartement moins cher[11].

## Pour approfondir